# Argyrodes benedicti
Espèce
Argyrodes benedicti est une espèce d'araignées aranéomorphes de la famille des Theridiidae.

## Distribution
Cette espèce est endémique de Guyane.
Elle a été découverte en 1984 dans la forêt humide sur le plateau du Mahury près de Remire-Montjoly.

## Description

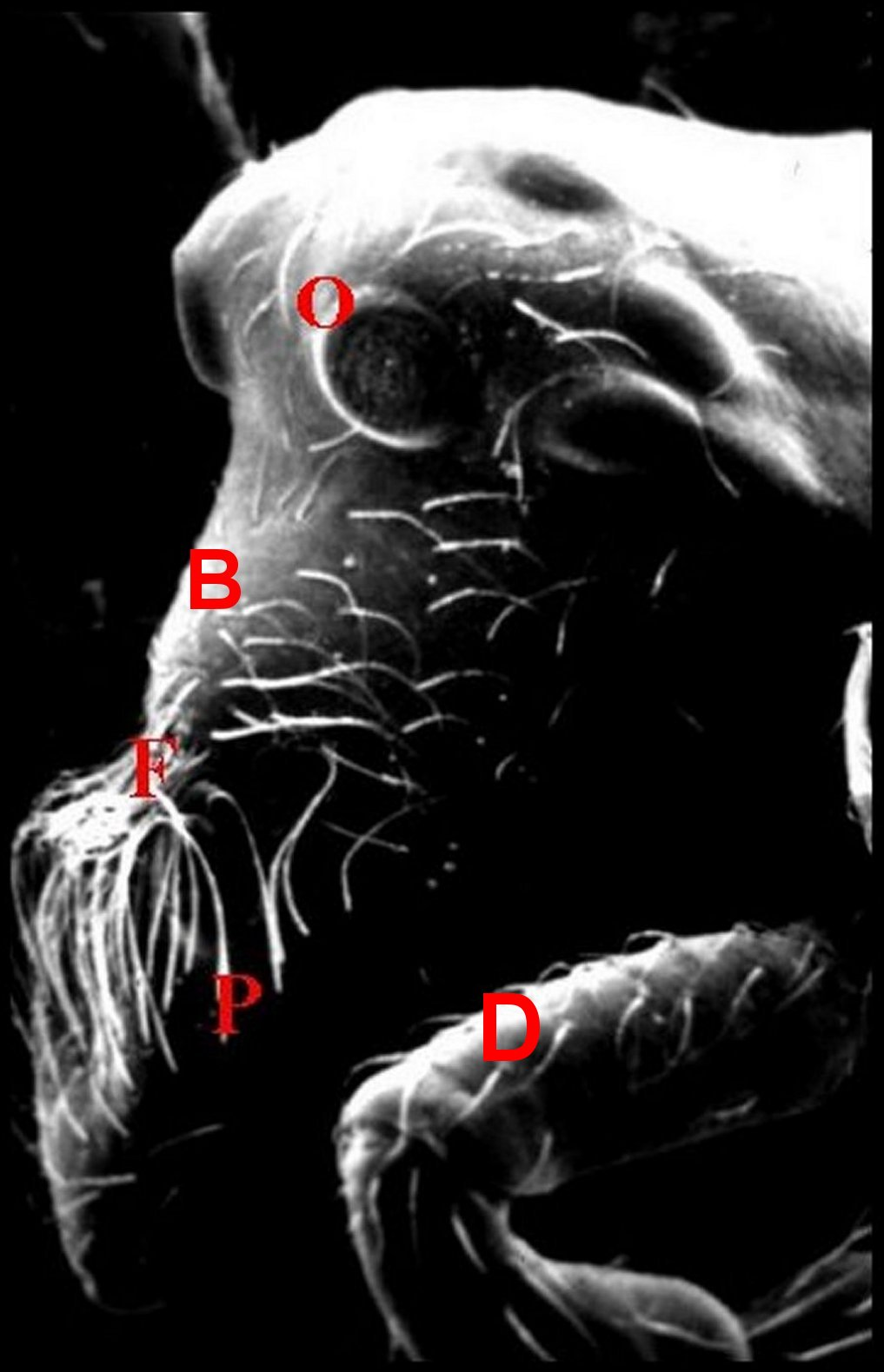
Fig.1 - Mâle d' Argyrodes benedicti : partie céphalique du prosoma, vue latérale. B, bandeau ou clypeus - D, pédipalpe - F, fossette avec poils - O, yeux - P, projection ou "proboscis". M.E.B.

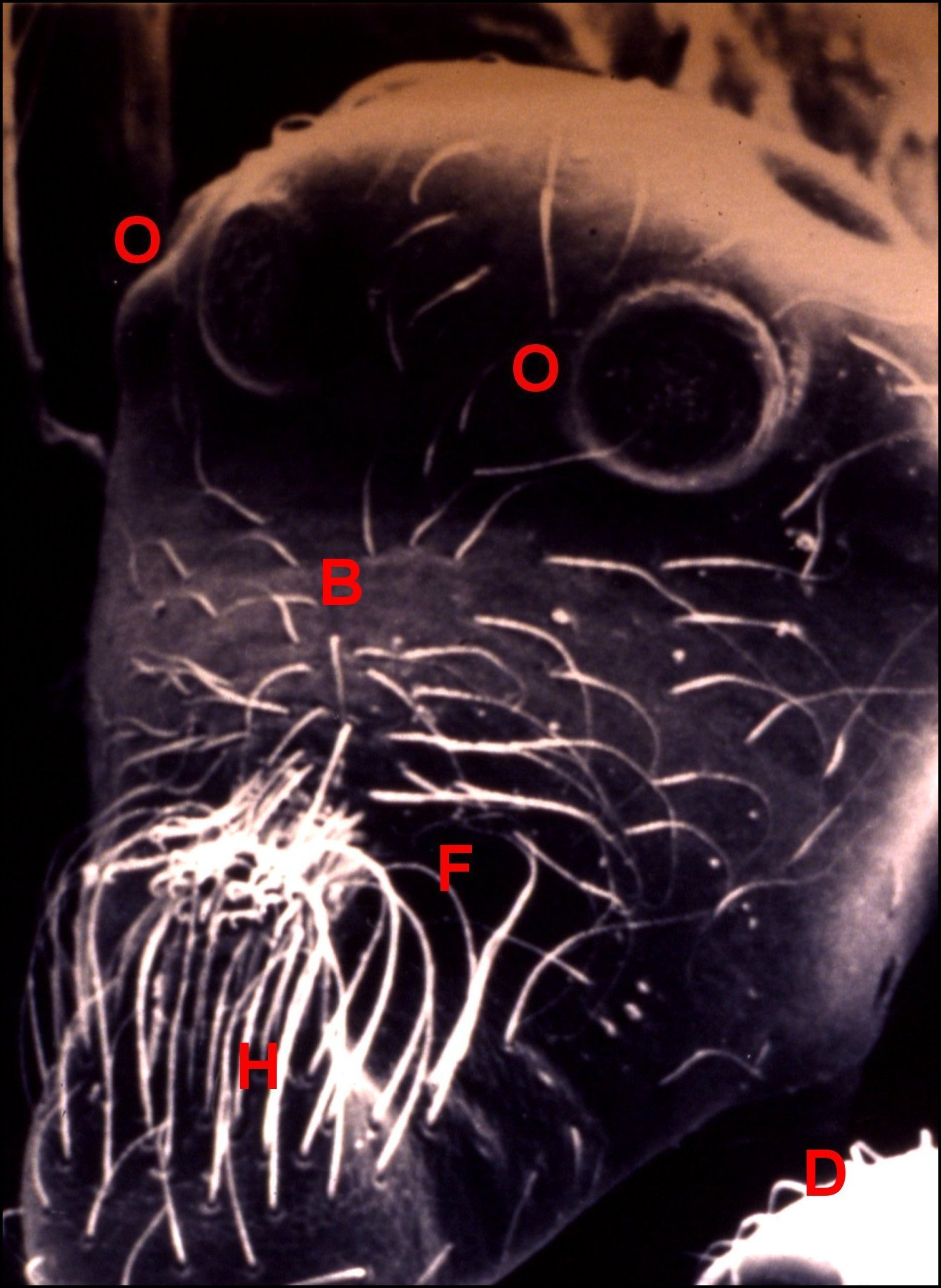
Fig.2 - Mâle d' Argyrodes benedicti : partie céphalique du prosoma, vue antérieure. B, bandeau ou clypeus - D, pédipalpe - F, fossette avec poils - H, poils - O, yeux. M.E.B.

Argyrodes benedicti mesure 1,8 mm, dont la moitié pour le prosome.
Par sa très petite taille, la forme, l'ornementation de l'abdomen, les dents du radix palpaire et surtout sa remarquable projection clypéale pointue à fossette médiane, Argyrodes benedicti ne peut être confondu avec 4 espèces voisines dont le mâle présente également un "proboscis" clypéal très allongé, rendant extrême son type "prognathe" (Argyrodes). Il s'agit de Faiditus cochleaformus, Faiditus proboscifer et Faiditus sullana (Exline) du Pérou et de l'Équateur, et de Faiditus atopus Chamberlin & Ivie, de Panama, du Venezuela et de l'Équateur.
Elle a été reconnue comme nouvelle espèce par Herbert Walter Levi qui a examiné le mâle type à Harvard.

### Mâle

#### Prosome
Le prosome ou céphalothorax et ses divers appendices, dont les pattes, sont jaunâtres, les yeux antérieurs séparés et plus gros que les autres (Fig.1,2). Le clypéus ou bandeau (B) est la particularité la plus remarquable de cette araignée, bien mise en  évidence au microscope électronique à balayage (M.E.B.). Démesuré et concave, il s'allonge en un grotesque "menton" pointu  (Fig.1 : P) au-dessus des chélicères dont il a à peu près la longueur, les surplombe et les dissimule. Cette projection correspond au type morphologique "prognathe" des Argyrodes le plus achevé (Lopez, 1977). Elle se déprime en une profonde fossette médiane (F) garnie de nombreux poils et où débouchent vraisemblablement par des pores les canaux excréteurs d'une glande clypéale ou acronale observée par histologie chez l'espèce sud-américaine voisine Faiditus atopus.
Le radix du bulbe copulateur pédipalpaire a un aspect original.

#### Opisthosome
L'opisthosome ou abdomen est allongé, étendu au-delà des filières des glandes séricigènes sur la moitié de sa longueur, pourvu de deux petits tubercules latéraux postérieurs et se termine en une protubérance conique. Brun et jaunâtre, il montre des taches latérales argentées, très brillantes, polygonales ou arrondies, tendant à se rejoindre en arrière sur la ligne médio-dorsale et quatre autres macules argentées , rondes et miroitantes, autour des filières. Elles correspondent, comme chez les autres Argyrodes qui en possèdent, à des cellules intestinales chargées de guanine visible à travers le tégument.

### Femelle

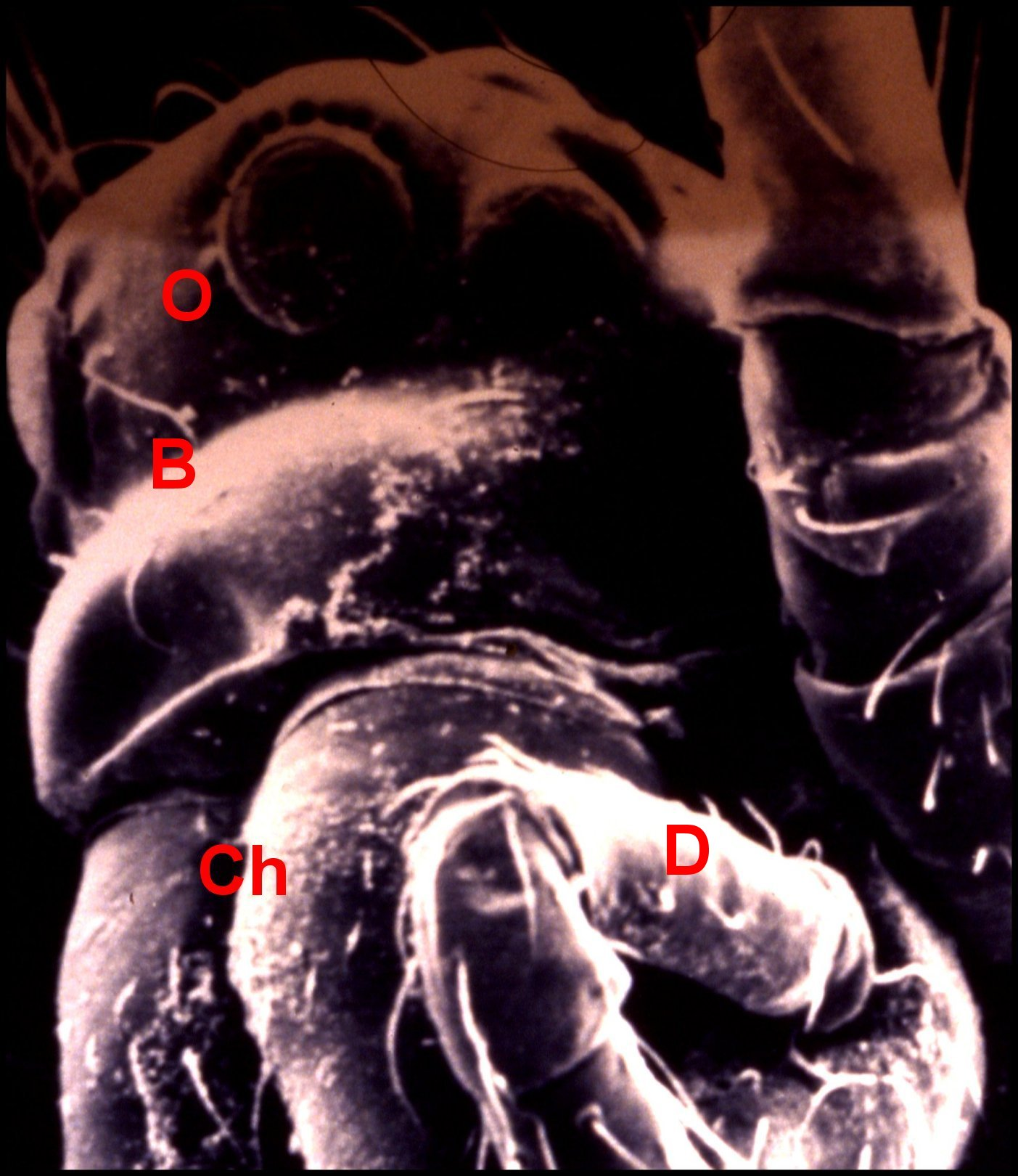
Fig.3 - Femelle d'Argyrodes benedicti : partie céphalique du prosoma, vue antéro-latérale. B, bandeau ou clypeus - Ch, chélicères - D, pédipalpe - O, yeux. M.E.B.

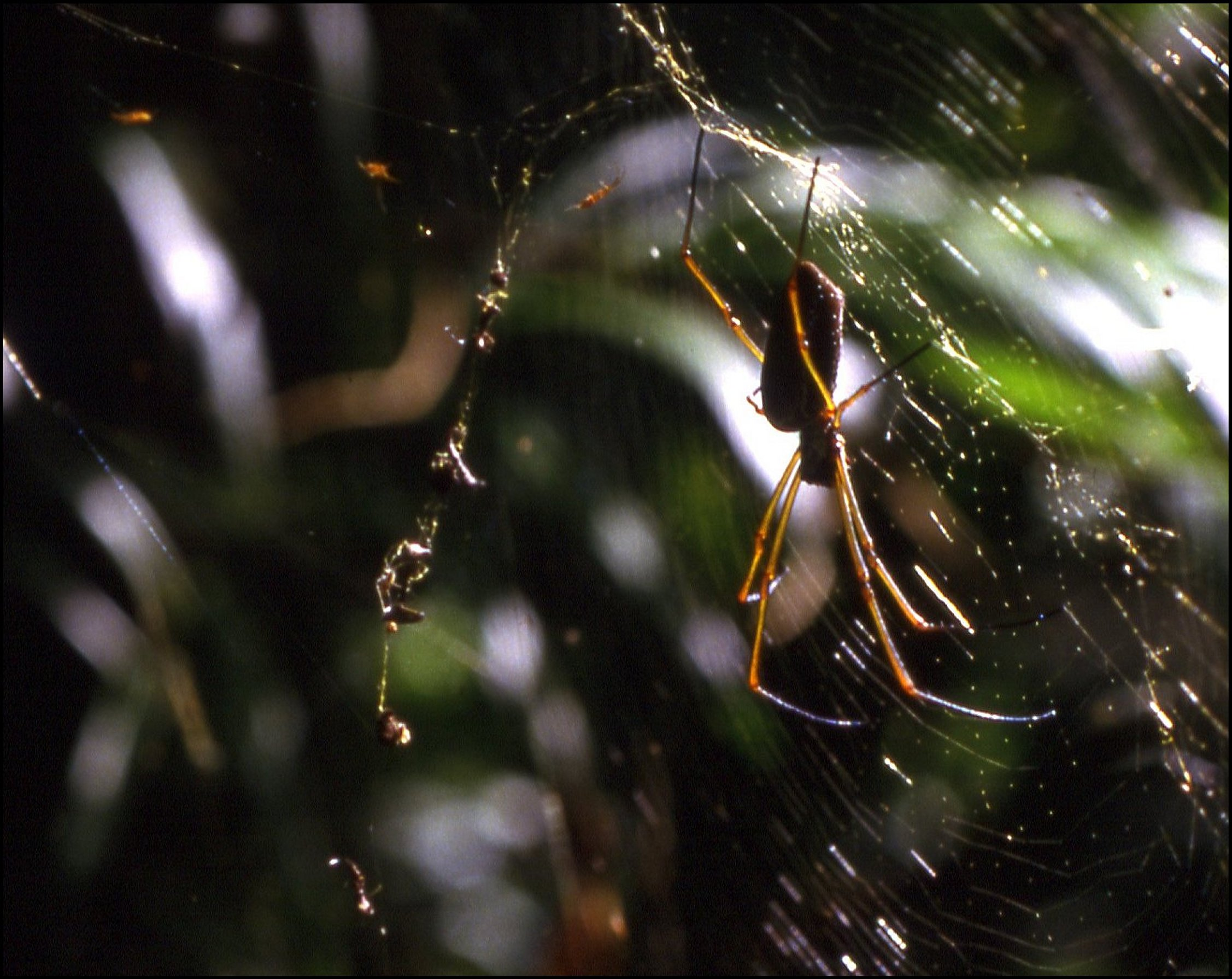
Fig.4 - Femelle de Nephila clavipes sur sa toile avec trois Argyrodes (en haut et à gauche) dont A. benedicti. Bord de chemin, plateau du Mahury, Guyane (d'après une diapositive).

#### Prosome
Sa carapace est brun clair, cernée de brun foncé .Le sternum est brun jaunâtre, avec le centre plus clair. Les pattes ont des coxae et des fémurs jaunâtres brunis sur la face dorsale, leurs autres articles brun-jaunâtre. Les yeux antérieurs sont gros et écartés l'un de l'autre (Fig. 3, O). Le clypéus, peu élevé, ne montre qu'un petit sillon sous-oculaire et une surface lisse convexe, étroite, sous ce même sillon (Fig.3,B). Les chélicères, bien dégagées, sont longues, robustes et plus hautes que le clypeus.

#### Opisthosome
Il est beaucoup plus haut que chez le mâle avec des filières plus postérieures, orientées vers l'arrière et trois tubercules, deux postéro-latéraux très petits  et un terminal plus volumineux. Cet abdomen est jaune clair, avec une bande brune médio-dorsale se terminant en arrière sur le gros tubercule, et une deuxième, réticulée, sur sa face ventrale. Les faces latérales sont rehaussées de taches argentées nombreuses, larges et polygonales. Quatre autres, ventrales, entourent les filières comme chez le mâle.

### Appareil stridulatoire
Comme chez les autres Argyrodes, il existe au-dessus du pédicule un appareil dit "stridulatoire" (en fait organe stato-récepteur ou d'équilibration : anatomie des Araignées), de type  prosoma-opisthosoma, avec un "lyre" à crêtes subégales et un "archet" (Fig.).

## Éthologie
L'unique couple rencontré et ensuite décrit habitait en cleptoparasite une toile de Nephila clavipes parmi celles construites le long d'un chemin, dans la végétation herbacée et hébergeant par ailleurs deux autres espèces  de Theridiidae : Faiditus dracus et  Argyrodes elevatus .(Fig.4).

## Étymologie
Cette espèce est nommée en l'honneur de Benoît Lopez, le fils du descripteur.

## Publication originale
- Lopez, 1988 : Araignées nouvelles ou peu connues de la Guyane française. I : le genre Argyrodes (Theridiidae). Bulletin de la Société Sciences Nat (Venette-Compiègne), vol. 59, p. 15-22.